# مرسی ۳۷۹۱
سیارک ۳۷۹۱ (به انگلیسی: 3791 Marci، نامگذاری:1981WV1) سه هزار و هفتصد و نود و یکمین سیارک کشف شده‌است که در ۱۷ نوامبر ۱۹۸۱ کشف شد.
قدر مطلق سیارک برابر ۱۲٫۶۰ است.